# Groupe de recherche chorégraphique de l'Opéra de Paris
Le Groupe de recherche chorégraphique de l'Opéra de Paris (GRCOP) – qui ne doit pas être confondu avec le GRTOP de Carolyn Carlson – est un groupe de douze danseurs issus du Ballet de l'Opéra national de Paris fondé par Jacques Garnier en 1981.
Privilégiant la création contemporaine, le GRCOP invite des chorégraphes confirmés comme Paul Taylor, Merce Cunningham, Karole Armitage, Lucinda Childs, et des jeunes créateurs français comme Régine Chopinot, Maguy Marin, François Verret, Karine Saporta et Philippe Decouflé, à créer des œuvres originales pour des danseurs de formation classique mais d'aspiration contemporaine.
Remplissant une mission d'ouverture au sein de l'Opéra de Paris, le GRCOP n'a été maintenu que huit ans pour un travail de sensibilisation à la danse, pratiqué aussi bien sur scène que dans les quartiers, les écoles, les stations de métro.